# Ardisia bracteosa
Ardisia bracteosa A.DC. – gatunek roślin z rodziny pierwiosnkowatych (Primulaceae). Występuje naturalnie w południowej części Meksyku, Belize, Gwatemali, Hondurasie, Nikaragui, Kostaryce oraz na Jamajce. 

## Morfologia
PokrójZimozielone drzewo dorastający do 25 m wysokości.
LiścieBlaszka liściowa ma odwrotnie jajowaty lub lancetowaty kształt. Mierzy 7–20 cm długości oraz 2,4–8 cm szerokości, jest całobrzega, ma nasadę zbiegającą po ogonku i ostry wierzchołek. Ogonek liściowy jest nagi i ma 5–10 mm długości.
KwiatyZebrane w wiechach wyrastających na szczytach pędów. Mają działki kielicha o owalnym kształcie i dorastające do 2–3 mm długości. Płatki są owalne i mają białą barwę oraz 4–6 mm długości.
OwocPestkowce mierzące 7 mm średnicy, o kulistym kształcie.

## Biologia i ekologia
Rośnie w lasach, na wysokości od 500 do 1200 m n.p.m.